# Muskatnussgewächse
Die Muskatnussgewächse (Myristicaceae) sind eine Pflanzenfamilie in der Ordnung der Magnolienartigen (Magnoliales). Zu ihr gehören etwa 18 bis 21 Gattungen mit etwa 475 bis 500 Arten. Die bekannteste Art dieser Familie ist der Muskatnussbaum (Myristica fragrans). Neben dieser Gewürzpflanze gibt es auch Arten, die Grundstoffe für die Parfümindustrie liefern.

## Beschreibung

### Erscheinungsbild und Blätter

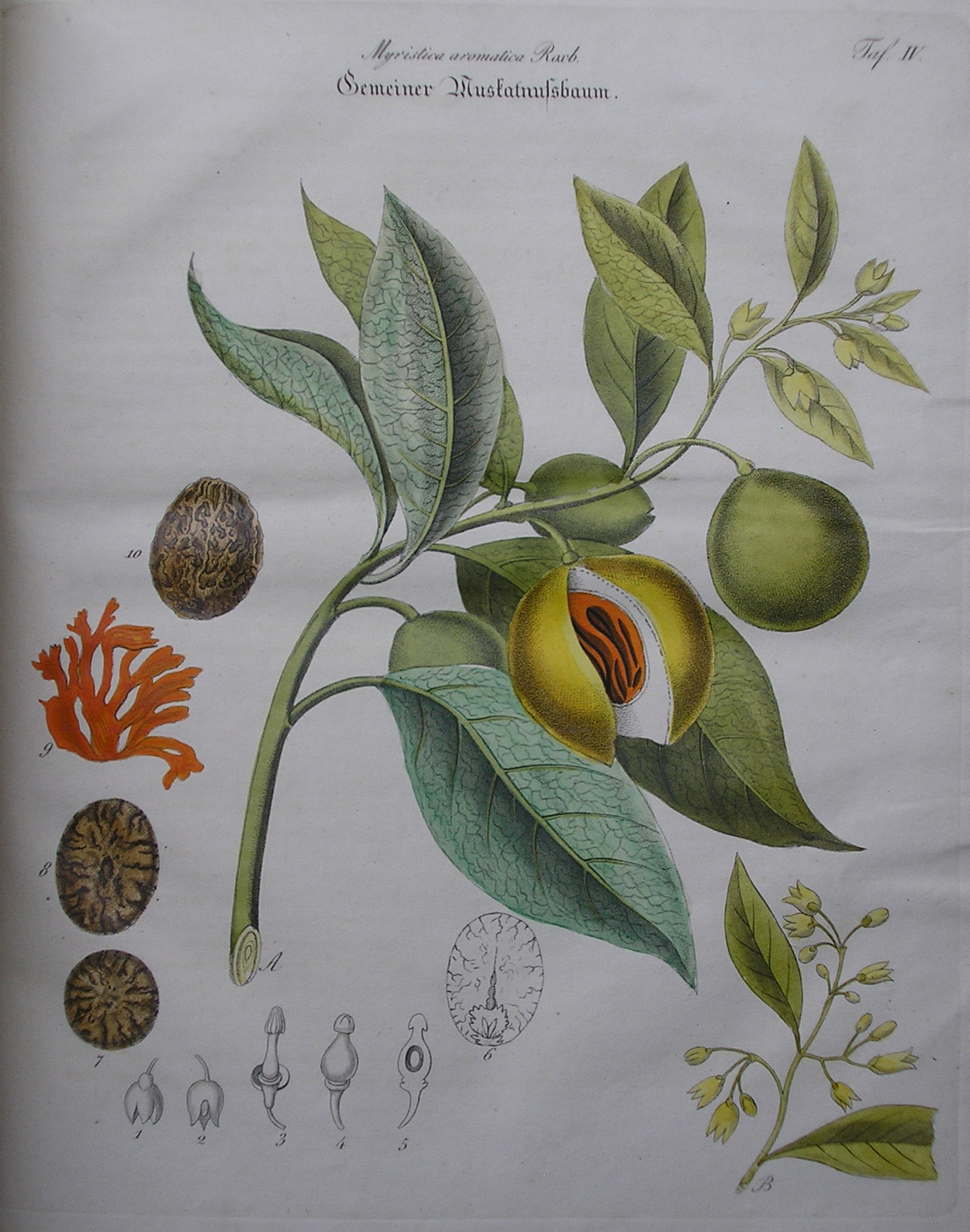
Illustration des Muskatnussbaums (Myristica fragrans)

Die Arten der Muskatnussgewächse wachsen als immergrüne, verholzende Pflanzen: fast immer Bäume oder selten Lianen. Nur einige Virola-Arten sind laubabwerfend. Das Holz ist rötlich. Sie besitzen Siebröhrenplastiden vom S-Typ. Die Pflanzen enthalten farbigen, meistens roten Saft, besonders in der Rinde oder um das Kernholz herum. Alle Pflanzenteile enthalten ätherische Öle. Die Endknospen sind meist lang. 
Die wechselständig und spiralig oder meist zweizeilig angeordneten Laubblätter sind in Blattstiel und Blattspreite gegliedert. Die Blattstiele sind meist kurz. Die einfachen und ledrigen Blattspreiten sind fiedernervig. Die Blattunterseite ist oft bläulich. Der Blattrand ist glatt. Nebenblätter fehlen.

### Generative Merkmale
Muskatnussgewächse sind selten einhäusig (monözisch) oder meist zweihäusig (diözisch) getrenntgeschlechtig. Die Blüten stehen in ganz unterschiedlich aufgebauten Blütenständen (Zymen, Wickeln, Trauben oder Köpfen) mit Hochblättern. Die kleinen, eingeschlechtigen, meist dreizähligen Blüten sind spiralig aufgebaut, also nicht wirtelig, dennoch mehr oder weniger radiärsymmetrisch. Sie besitzen meist nur drei (zwei bis fünf) verwachsene Blütenhüllblätter. Die männliche Blüten enthalten selten zwei, meist drei bis 30 fertile Staubblätter, aber keine Rudimente eines Gynoeceums. Die Staubfäden sind zu einer Röhre oder einem Diskus verwachsen. Die tetrasporangiaten Staubbeutel sind mit der Staubfadenröhre zu einem Ring verwachsen oder sind frei. Pro weiblicher Blüte ist nur ein oberständiges Fruchtblatt vorhanden mit nur einer Samenanlage, aber keine Rudimente eines Androeceum. 
Die meist sehr große Frucht ist fleischig bis nicht fleischig (wenn nicht fleischig dann ist sie lederig) und einsamig; sie öffnet sich meist mit zwei Klappen. Die großen Samen besitzen einen fleischigen, oft sehr farbigen Arillus, der beim Muskatnussbaum (Myristica fragrans) auch genutzt wird. Das Endosperm enthält meist viel Öl. Der gut differenzierte Embryo ist sehr klein. Es werden zwei Keimblätter (Kotyledonen) gebildet, die manchmal an ihrer Basis verwachsen sind.

## Vorkommen und Entwicklungsgeschichte
Die Verbreitung der Familie ist pantropisch. Südamerika und Afrika sind Zentren der Artenvielfalt. Die meisten Arten kommen im Tiefland-Regenwald vor.
Myristicacarpum chandlerae ist der früheste Fossilfund eines Samens aus der Familie der Myristicaceae. Der Fund stammt aus dem Frühen Eozän der London Clay flora des südlichen Englands, er wurde also in Tonablagerungen gefunden. Der Ursprung der Familie wird im nordwestlichen Gondwana-Kontinent vermutet. Obwohl die frühesten Nachweise (Fossilien und Pollen) etwa 21 bis 15 Millionen Jahre alt sind, erfolgte jedoch die Abspaltung von den verwandten Taxa der Magnoliales wohl vor 84 bis 57 Millionen Jahren. Die ursprünglichsten rezenten Taxa kommen heute auf Madagaskar (Brochoneura, Mauloutchia) vor.

## Systematik

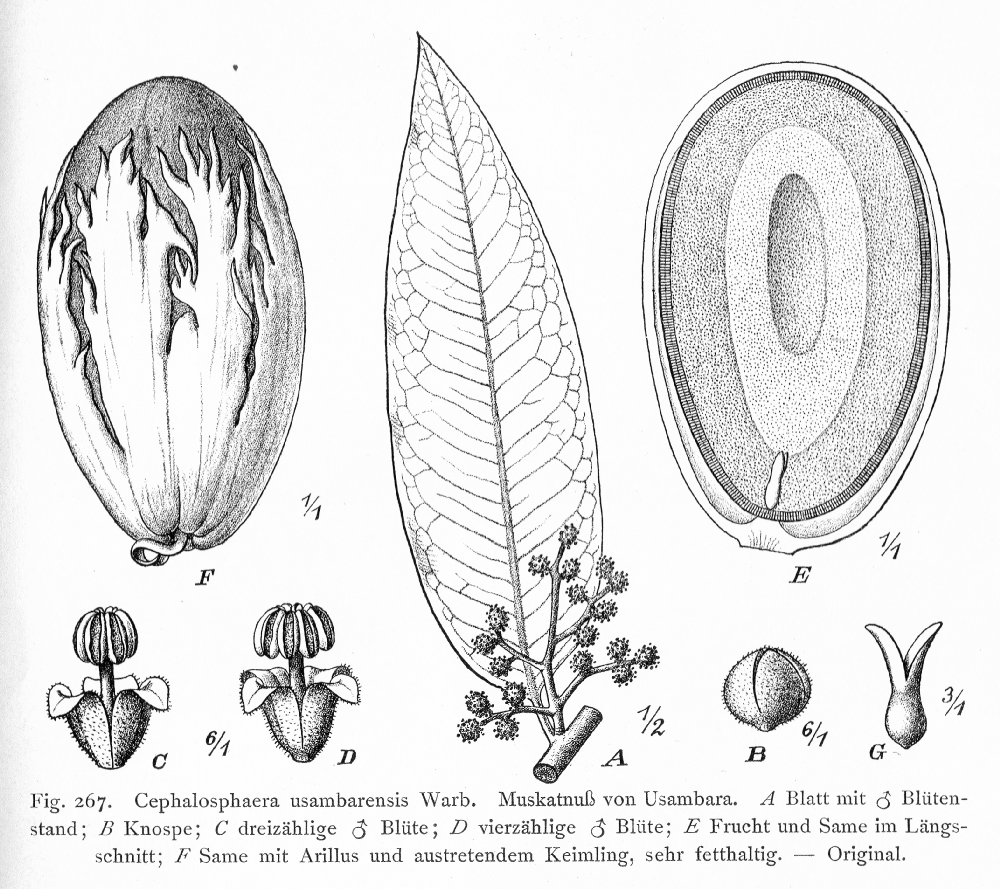
Illustration von Cephalosphaera usambarensis

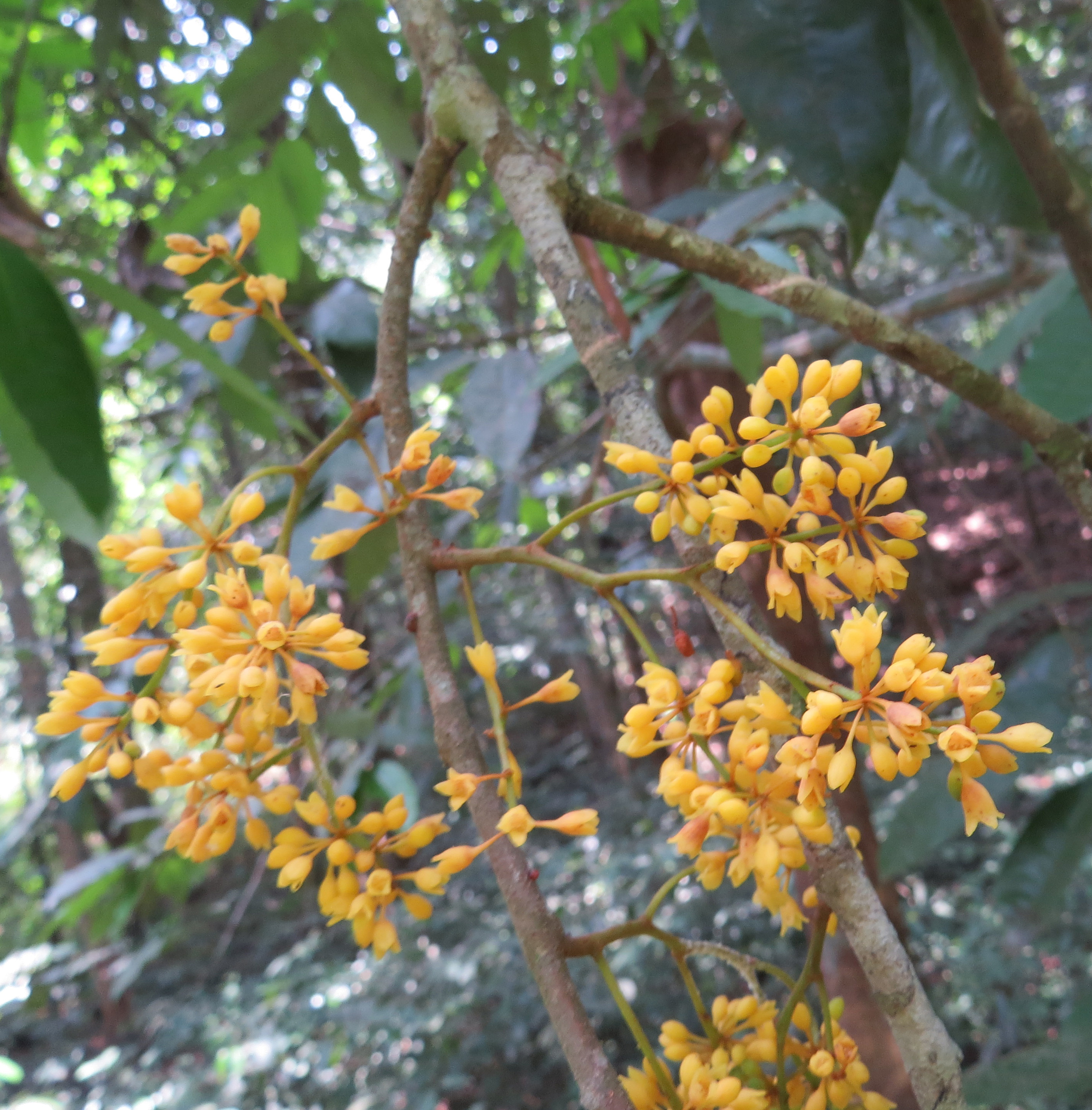
Zweig mit Blütenständen von Gymnacranthera canarica

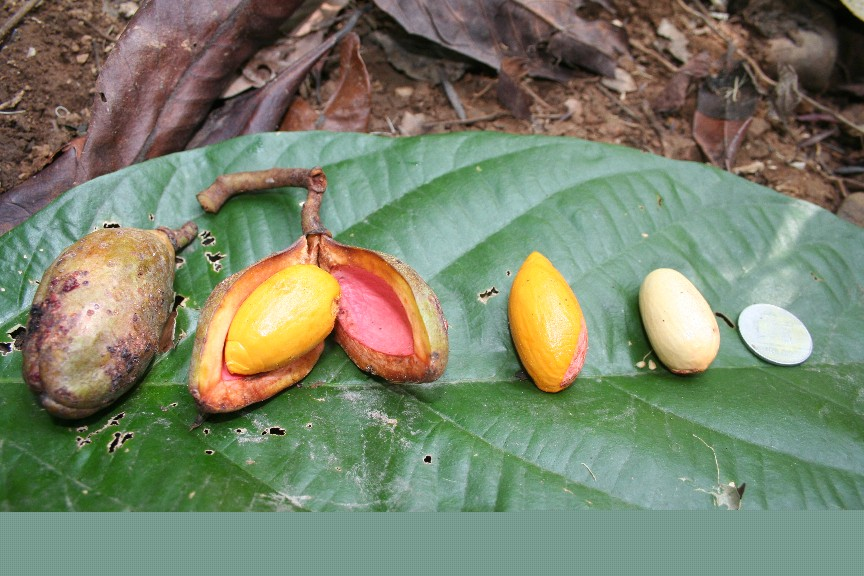
Früchte und Samen von Horsfieldia kingii mit dünnen, gelben Arillus

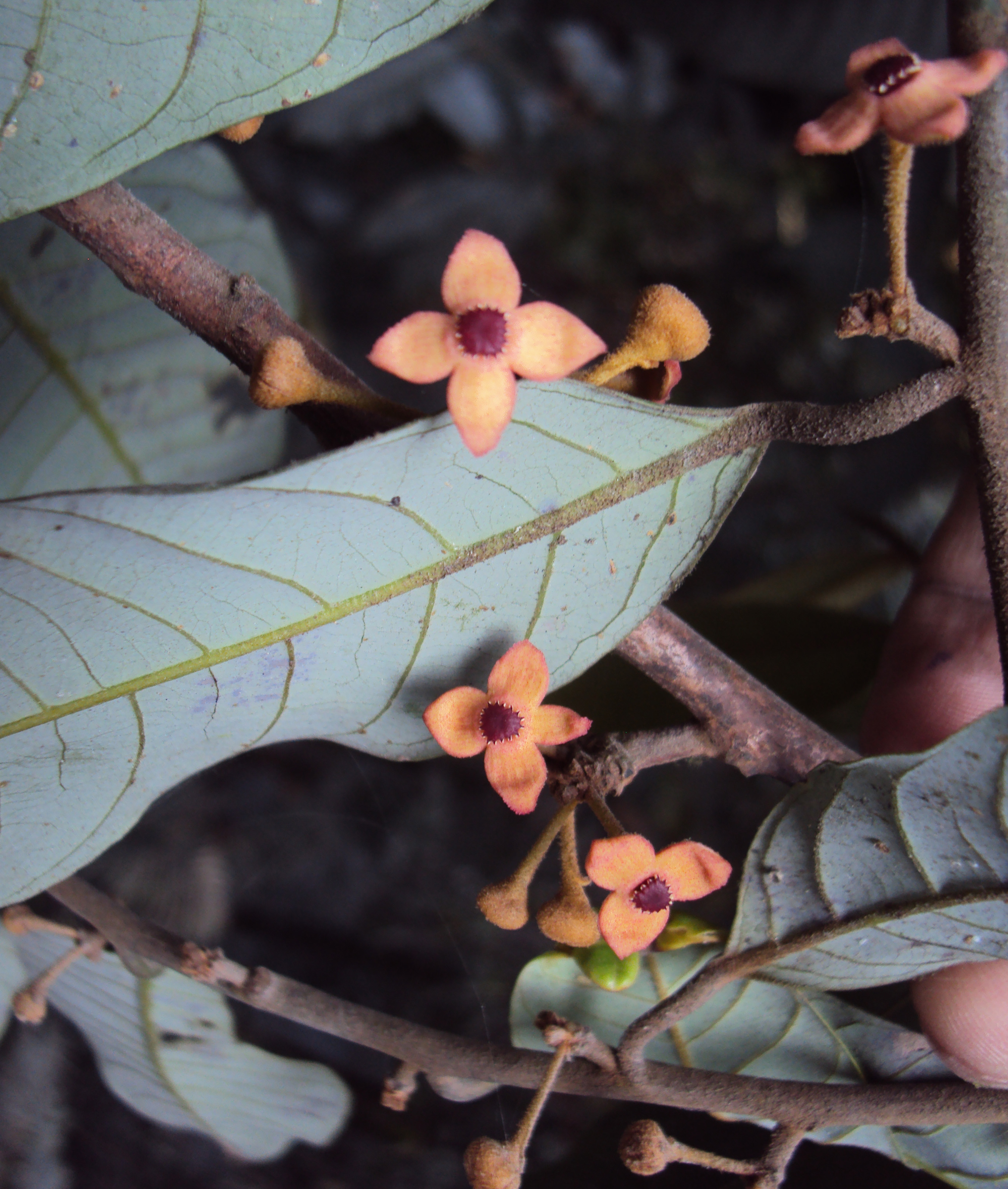
Knema attenuata

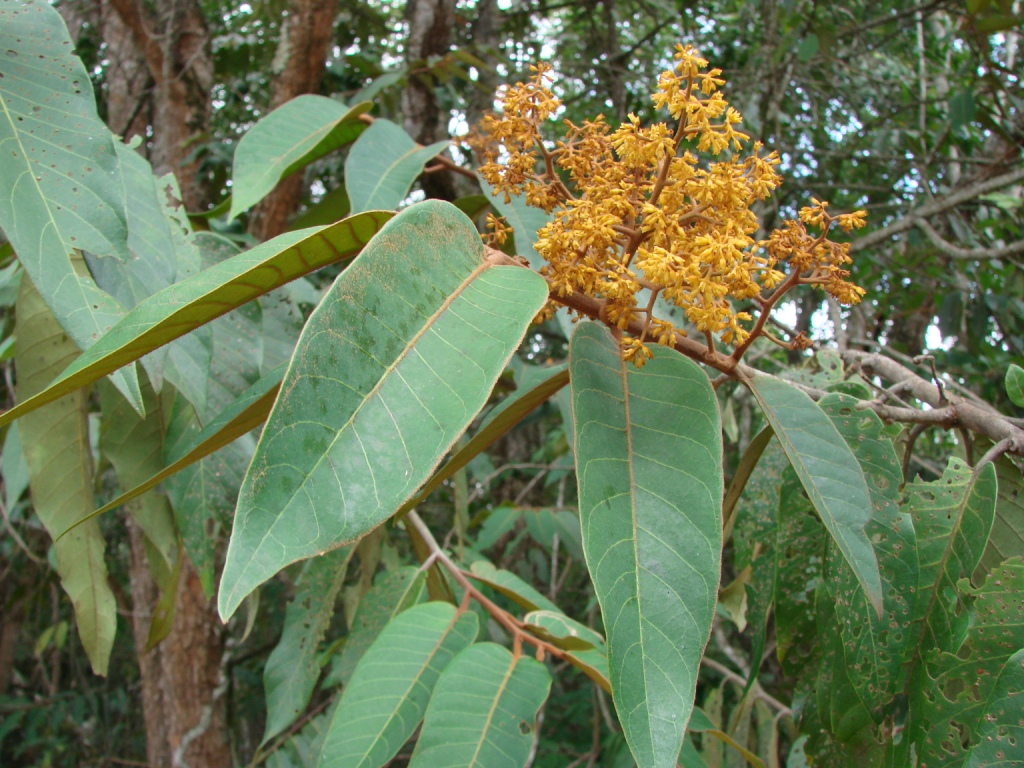
Talgmuskatnussbaum (Virola sebifera)

Die Familie Myristicaceae wurde 1810 von Robert Brown in Prodromus Florae Novae Hollandiae, S. 399 aufgestellt. Typusgattung ist Myristica Gronov.
In der Familie der Muskatnussgewächse (Myristicaceae) gibt es 18 bis 21 Gattungen und 475 bis 500 Arten:
- Bicuiba W.J. de Wilde: Sie enthält nur eine Art:
  - Bicuiba oleifera (Schott) W.J. de Wilde: Sie ist in Brasilien verbreitet.
- Brochoneura Warb.: Die etwa drei Arten kommen nur auf Madagaskar vor.[4]
- Cephalosphaera Warb. (Beachte: es gibt in der Zoologie auch Cephalosphaera Enderlein, eine Gattung der Pipunculidae innerhalb der Zweiflügler (Diptera)). Die Pflanzengattung enthält nur eine Art:
  - Cephalosphaera usambarensis (Warb.) Warb.: Sie ist im tropischen Afrika verbreitet.
- Coelocaryon Warb.: Die drei bis sieben Arten sind im tropischen Afrika verbreitet; beispielsweise:
  - Coelocaryon preussii Warb.: Aus dem zentralen bis westlichen Afrika.
- Compsoneura (A.DC.) Warb.: Von den neun bis elf Arten in der Neotropis sind sieben nur in Südamerika verbreitet, die anderen reichen auch bis Zentralamerika.[5]
- Doyleanthus Sauquet: Sie enthält nur eine Art:
  - Doyleanthus arillata Capuron ex Sauquet: Dieser Endemit kommt auf Madagaskar nur in der Provinz Antsiranana vor.[4]
- Endocomia W.J. de Wilde: Die etwa vier Arten sind vom südlichen China bis Neuguinea verbreitet.
- Gymnacranthera (A.DC.) Warb.: Die etwa 17 Arten sind in Indomalesien verbreitet.
- Haematodendron Capuron: Sie enthält nur eine Art:
  - Haematodendron glabrum Capuron: Sie kommt auf Madagaskar nur in den Provinzen Mahajanga sowie Toamasina vor.[4]
- Horsfieldia Willd.: Die etwa 100 Arten sind von Indomalesien bis Australien verbreitet.
- Iryanthera (A.DC.) Warb.: Die etwa 20 Arten sind im tropischen Südamerika verbreitet.
- Knema Lour.: Die etwa 95 Arten sind in Indomalesien verbreitet.
- Maloutchia (Baill.) Warb.: Die etwa neun Arten kommen nur auf Madagaskar vor.[4]
- Muskatnussbäume[6] (Myristica Gronov.): Die etwa 175 Arten sind vom tropischen Asien bis Australien verbreitet, darunter:
  - Muskatnussbaum (Myristica fragrans Houtt.)
- Osteophloeum Warb.: Sie enthält nur eine Art:
  - Osteophloeum platyspermum (Spruce ex A.DC.) Warb.: Sie gedeiht im Amazonasgebiet.
- Otoba (DC.) H.Karst.: Die acht bis neun Arten sind in der Neotropis, hauptsächlich im nordöstlichen Südamerika verbreitet, verbreitet.[5]
- Paramyristica W.J. de Wilde: Sie enthält nur eine Art:
  - Paramyristica sepicana (Foreman) W.J. de Wilde: Sie kommt in Neuguinea vor.
- Pycnanthus Warb.: Die drei bis sechs Arten sind im tropischen Afrika verbreitet, darunter:
  - Pycnanthus angolensis (Welw.) Warb.: Die Heimat ist Angola.
- Scyphocephalium Warb.: Die drei bis vier Arten sind im tropischen Afrika verbreitet.
- Staudtia Warb.: Die zwei bis vier Arten sind im tropischen Afrika verbreitet.
- Virola Aubl.: Die etwa 40 Arten sind in der Neotropis, hauptsächlich in Südamerika verbreitet,[5] darunter beispielsweise:
  - Talgmuskatnussbaum[6] (Virola sebifera Aubl.): Er ist in Zentral- und Südamerika verbreitet.[3]
  - Virola surinamensis (Rol. ex Rottb.) Warb.: Sie ist im nördlichen bis mittleren Südamerika bis in die Karibik verbreitet.[3]